# Gammel Dansk
Gammel Dansk è un amaro (preparato alcolico a base di erbe) prodotto da Arcus-Gruppen a Oslo, in Norvegia. Tradizionalmente viene bevuto dai danesi in particolari festività, spesso fra la colazione, il brunch o in occasione di anniversari di matrimonio e feste di compleanno (che in Danimarca iniziano tradizionalmente al mattino). Il nome "Gammel Dansk" traduce direttamente dal danese come "vecchio danese".

## Descrizione
Gammel Dansk è un liquore amaro ed è stato originariamente creato per diventare un concorrente sul mercato danese per altri amari come Underberg e Fernet Branca. Stagionato con 29 tipi di erbe, spezie e persino fiori, rendendolo simile ad altri amari, come Bey di Peychaud o Jägermeister. Queste erbe e spezie includono bacche di sorbo, angelica, anice stellato, noce moscata, anice, zenzero, alloro, genziana gialla, arancia di Siviglia e cannella. La ricetta completa è tenuta segreta.

## Storia
La produzione di Gammel Dansk iniziò nel 1964 ed era guidata dal mastro frullatore JK Asmund, che lavorò anche come direttore di fabbrica per i distillatori danesi a Roskilde. Tre anni dopo iniziò la produzione dell'amaro, che da allora è diventata una delle bevande alcoliche forti più riconoscibili sul mercato danese.
Nella Danimarca degli anni '60 e '70, bere alcolici, come Gammel Dansk, non era considerato tabù al mattino. La bottiglia recita anche "Gør godt om morgenen, efter dagens do not, under jagten, på fisketuren eller som apéritif ". ("Piacevole al mattino, dopo una giornata di lavoro, durante la caccia o la pesca o come aperitivo.") Con gli anni '80 è emersa una maggiore preoccupazione per la salute pubblica, e con ciò l'amaro ha perso il favore rispetto alla birra e al vino ABV. Nonostante ciò, Gammel Dansk costituisce ancora i due terzi di tutti gli amari venduti in Danimarca.
Nel 2007 Danish Distillers ha lanciato un nuovo prodotto che, in omaggio a JK Asmund, è stato etichettato Asmund Special .
Il 14 marzo 2014, Arcus, proprietario del marchio Gammel Dansk, ha annunciato che la produzione si sarebbe trasferita in Norvegia.
Nel 2014, Arcus ha lanciato Gammel Dansk Shot, una variazione rispetto alla ricetta tradizionale, aromatizzata con liquirizia e peperoncino . Va bevuto come un Chupito.